# Citronnelle de brousse
Cymbopogon caesius subsp. giganteus
Sous-espèce
Synonymes
- Andropogon giganteus Hochst.[1]
- Cymbopogon giganteus Chiov. (basionyme)

Classification APG III (2009)
La Citronnelle de brousse, Cymbopogon caesius subsp. giganteus (Chiov.) Sales (syn. Cymbopogon giganteus Chiov.), est une espèce de plantes herbacées de la famille des poacées originaire d'Afrique.
Autres noms : beignefala (begnfala, beignfala).

## Description
Haute de 1 à 3 m, cette plante pérenne regroupée en touffe possède des feuilles en forme de fer de lance (lancéolées) de 15 à 60 cm de long et 8 à 30 mm de large.

## Distribution
On la trouve en Afrique tropicale: au Nord-Est, l'Éthiopie, la Somalie; à l'Est, le Kenya, la Tanzanie, l'Ouganda; à l'Ouest, le Cameroun et le Bénin, Côte d'Ivoire, Gambie, Ghana, Guinée-Bissau, Mali, Mauritanie, Niger, Nigeria, Sénégal, Sierra Leone, Togo; au Sud, Malawi, Mozambique, Zambie, Zimbabwe; ainsi qu'au Botswana.

## Utilisation
Dans le nord du Cameroun, les Duupas utilisent notamment les feuilles de cette plante pour neutraliser l'odeur d'une sauce salée faite à partir de viande de taurin mise à sécher sur des branches d’arbre et qui s'est décomposée.
Son huile essentielle est traditionnellement utilisée contre les mycoses de la peau et des ongles.